# ハン・テラ
ハン・テラ（한테라、韓泰来、1982年 -）は、大韓民国の音楽家。伽倻琴（カヤグム）演奏者として知られ、作曲家、歌手・ダンサーでもある。音楽、美術、文学、ジャーナリズム，舞踊、歴史、心理学、言語学、ファッション、デザイン、テクノロジー、美学、など様々な分野に才能で博学者で知られている。
4歳から音楽を始め、当初はピアニスト志望であったが、6歳でカヤグムに接し、韓国の国立国楽学校への入学と共にカヤグムを専攻とした　幼い時から卓抜な才能で天才少女で呼ばわり、美人で有名だった。
ソウル大学校、同大学院を卒業した。
日本東京芸術大学、中国中央音楽学院などでアジアの音楽や舞踊も研究して、特に日本のお琴、中国の古琴などアジアの弦楽器を渉猟した。中国延辺大学では北朝鮮の音楽も研究した。
2010年には、カヤグム演奏者として初のアメリカのロックフェラー財団のアジアン・カルチュラル・カウンシルから支援を得た人物となった。2015年に韓国伝統音楽者中で最年少奏者でニューヨークカーネギーホールの１２５周年記念リサイタルをした。
2015年には韓国日報により電子書籍「テラ」（테라）が刊行されて、10余りのソーロアルバムを発売した。
2016年にはアジア伝統音楽者でほとんど稀にアメリカのグラミー賞の審査委員（ボーディングメンバー）に選定された。[10][11][12]

## 日本と関係
ハン・テラの母親の家は日本で衣類や繊維事業をして韓国に入植したの家だった。
2010年東京芸術大学の邦楽科で日本舞踊やお琴、三味線などの生田流箏曲を勉強した。安藤政輝師事。2013年は東京芸術大学で講演、伽耶琴の世界や演奏会をした。
それ以外も日本芸術家と伝統と現代、東洋と西洋を行き来するコラーボで活躍している。
2015年7月には日本の民謡、さくらの演奏を日本のお琴で行った日韓国交正常化50周年記念特集アルバムが公開された。9月には杉並公会堂で最初にカヤグムリサイタル、散調（さんちょう）の響きを日韓外交部の日韓国交正常化50周年記念イベントで開催された。それはニューヨークカーネギーホール、ソウルの国立国学院にツアー中の一つだった。
東京新聞は'アジアの人々音楽でつなぐ’と報道した。